# Calogero Di Bona
Calogero Di Bona (Villarosa, 29 agosto 1944 – Palermo, 28 agosto 1979) è stato un militare italiano.
Vicecomandante del reparto della casa circondariale di Palermo, era entrato a far parte del Corpo degli Agenti di Custodia come semplice Agente di guardia nel 1964 fino a diventare Maresciallo Ordinario. Il 28 agosto 1979 scomparve misteriosamente da Palermo al termine di una giornata di lavoro. Il giorno dopo avrebbe compiuto trentacinque anni e la maggior parte della sua carriera l'aveva trascorsa lavorando presso il primo istituto Penitenziario del capoluogo Siciliano (Ucciardone).

## Il mistero sulla scomparsa e le indagini
Le cronache di allora parlarono di lupara bianca, una modalità spesso usata da Cosa nostra per far sparire i cadaveri senza lasciare tracce ma anche di un regolamento di conti. La moglie del maresciallo Di Bona disse che il marito quel giorno uscì per andare a prendere un caffè, dopo che aveva accompagnato lei e i figli dalla nonna, dicendo che sarebbe tornato presto: dal quel momento non lo vide più.
Le indagini furono affidate per quanto riguarda la magistratura al giudice Rocco Chinnici che in seguito disse che la misteriosa scomparsa di Di Bona era strettamente legata al lavoro che svolgeva all'interno del carcere Ucciardone, essendo egli un servitore fedele dello Stato, sempre ligio al proprio dovere, non riuscendo però il magistrato ad accertarne la causa precisa.
Con l'assassinio di Chinnici, avvenuta il 29 luglio 1983, con un'autobomba al tritolo e nella quale morirono insieme a lui i due carabinieri di scorta: il maresciallo Mario Trapassi, l'appuntato Salvatore Bartolotta e il portiere dello stabile in cui abitava, Stefano Li Sacchi, si perse anche la speranza da parte dei familiari di sapere come andarono realmente le cose e a distanza di tanto tempo non si è riusciti ancora a scoprire la verità.
Nel 2010 i figli del sottufficiale si sono rivolti alla Procura di Palermo per far riaprire le indagini sulla scomparsa di Di Bona. I magistrati Francesco Del Bene, e Amelia Luise sono tornati così a interrogare diversi collaboratori di giustizia, vecchi e nuovi. La Procura di Palermo ha individuato nel 2012 gli assassini del Maresciallo che voleva riportare la legalità all'interno del carcere Ucciardone riconducibili a Cosa nostra. I collaboratori di giustizia hanno raccontato che fu sequestrato, e ucciso nel giardino di una casa colonica, localizzabile nel quartiere Cardillo, zona Città Giardino a Palermo. Il mandante fu Saro Riccobono, boss di Partanna Mondello, mentre i responsabili, individuati dalla Procura della Repubblica, e dagli uomini della DIA, guidati dal Capo Centro di Palermo Colonnello R.S. e dal Tenente Colonnello A.T. accusati dell'omicidio sono: Salvatore Lo Piccolo e Salvatore Liga detto Tatunieddu, proprietario del forno dove bruciava i cadaveri. I due mafiosi vengono condannati all'ergastolo dalla prima Corte d'Assise di Palermo il 18 luglio 2014. Mentre la terza Corte d'Appello di Palermo il 2 novembre 2015 riconfermava le condanne all'ergastolo. Il 20 aprile 2017 la Corte di Cassazione a Roma, mette la parola fine con tanto di sigillo, per l'unico mafioso rimasto in vita, Salvatore Lo Piccolo.

## I delitti di Mafia
La scomparsa del maresciallo Di Bona segue una serie di delitti cominciati all'inizio del 1979 a Palermo per mano di Cosa Nostra: quello del vicebrigadiere di polizia Filadelfio Aparo, il cronista del Giornale di Sicilia Mario Francese, il segretario provinciale della Democrazia Cristiana Michele Reina, il capo della squadra mobile Boris Giuliano. A settembre sarebbe inoltre toccato al magistrato Cesare Terranova assassinato con la sua guardia del corpo, il maresciallo di polizia Lenin Mancuso.

## Commemorazioni
- Il 21 luglio 2008 gli viene dedicata la Caserma dell'Istituto Palermo "Pagliarelli"
- Il 28 agosto 2009, a trent'anni di distanza dalla scomparsa, il comune di Villarosa dedica a Calogero Di Bona l'aula consiliare, con riconoscenza e quale esempio per le giovani generazioni.
- Dal 2014 L'istituto Palermo "Pagliarelli" organizza un memorial interforze di calcio a 5 dove giocano i vari corpi di polizia.
- L'8 gennaio 2018 l'Ucciardone prende il nome di "Casa di Reclusione Calogero Di Bona"
- Nel giardino della memoria "Quarto Savona Quindici", a Isola delle Femmine, viene piantumato in sua memoria un alberello d'ulivo.
- Viene ricordato ogni anno il 21 marzo dal Libera affinché non si perda la memoria
- Il 28 agosto 2018, nel giardino della Memoria di Ciaculli, alle porte di Palermo, viene piantumato in sua memoria un alberello di alloro.
- Il 18 maggio 2021, dinanzi al Monastero di Baida, frazione di Palermo, in memoria dei marescialli Di Bona, Mancuso, Ievolella e Mazzarella, vengono piantumati 4 alberelli di arance.
- Il 26 maggio 2021 viene inaugurata in sua memoria una villetta in via Giuseppe Lanza di Scalea a Palermo alla presenza del sindaco Leoluca Orlando.
- Il 18 dicembre 2024, gli viene intitolato a Sferracavallo alle porte di Palermo, una zona denominata " Belvedere" M.llo, Calogero Di Bona", alla presenza dei familiari, e istituzioni.